# SREBP2
Le SREBP2 (« sterol regulatory element-binding protein-2 ») est une protéine régulatrice du métabolisme du cholestérol. Son gène est le SREBF2 situé sur le chromosome 22 humain.

## Rôles
Il fait partie de la famille des SREBPs dont deux membres ont été identifiés, le SREBP1 et le SERBP2.
Il stimule en même temps l'expression du gène du récepteur du LDL-cholestérol et celui du PCSK9. Il est lui-même stimulé par la baisse de la concentration intracellulaire de cholestérol.
Il active l'inflammasome par l'intermédiaire du NLRP3 dans les cellules de l'endothelium vasculaire et pourrait, par ce biais, participer à la genèse de l'athérome. Une autre voie pourrait être par l'intermédiaire du microARN 92a qui est activée par le SREBP2, en cas de stress oxydatif.